# Turajcham
Turajcham (arab. طريخم) – wieś w Syrii, w muhafazie Aleppo, w dystrykcie Dżarabulus. W 2004 roku liczyła 488 mieszkańców.